# Ojibwe
Người Ojibwe, được viết bằng ký tự âm tiết là ᐅᒋᐺ, là một dân tộc thuộc nhóm Anishinaabe. Vùng đất của họ gọi là Ojibwewaki bao phủ phần lớn khu vực Ngũ Đại Hồ và đồng bằng phía bắc, kéo dài đến cận Bắc Cực và khu rừng phía đông bắc. Người Ojibwe sống ở khu vực rừng và cận Bắc Cực có nhiều tên gọi khác như Ojibway hoặc Chippewa. Họ là một dân tộc lớn với nhiều nhóm khác nhau như Saulteaux, Nipissings và Oji-Cree.
Người Ojibwe nói tiếng Ojibwe, một ngôn ngữ bản địa châu Mỹ thuộc nhóm ngôn ngữ Algonquin